# Aleuroclava neolitseae
Aleuroclava neolitseae es un hemíptero de la familia Aleyrodidae, con una subfamilia: Aleyrodinae. Fue descrita científicamente en 1934 por Takahashi.